# Хосе Раул Капабланка
Хосе Раул Капабланка и Граупера (на испански: José Raúl Capablanca y Graupera) е знаменит кубински шахматист и 3-ти световен шампион по шахмат от 1921 до 1927 година.
Играе шахмат от началото до средата на 20 век. Има 680 официални срещи, от които спечелва 371, завършва наравно 262 и загубва само 47 в целия си живот. Постигнатият резултат 502 точки от 680 възможни е 73,8 % от максимума, с което Капабланка заема второ място в света за всички времена след Пол Морфи. На турнири и мачове изиграва 583 партии, от които 302 победи, 246 ремита и само 35 загуби. Отношението „победи“/„загуби“ е 8,6:1. Над 1200 негови партии са записани.

## Ранно детство
Роден е в Хавана, Куба на 19 ноември 1888 г.
Много историци на шахматната игра наричат Капабланка „Моцарт на шахмата“. Имал виртуозна техника и реализирал и най-малките преимущества. Минавал за непобедим шахматист. Сравнявали го с шахматна машина и го наричали „Кубинска Фурия“ и „Любимец на боговете“. Гениалността на Капабланка е забелязана в най-ранна детска възраст. Научава правилата на шахмата от своя баща, когото побеждава още на 4-годишна възраст. Записан е в Хаванския шахматен клуб, когато е на пет години. Големите играчи в този клуб така и не успяват да отнемат царицата от малкото момче. На 11 години Капабланка е вече един от най-силните шахматисти в Куба. Когато е едва 13-годишен побеждава шампиона на Куба Хуан Корсо след 4 победи, 3 загуби и 6 ремита.

## Бързо израстване
През 1905 г. Капабланка постъпва в Колумбийския университет в САЩ, но скоро го напуска и се отдава изцяло на шахмата. Само през зимата на 1908 – 1909 г. изиграва 130 партии, от които само две загубени и няколко реми. Необикновено леко разиграва и най-сложните шахматни позиции. Едновременно с това, ръководен от личния си опит и прочутата капабланковска интуиция, той създава неповторими шедьоври върху шахматната дъска.
През 1909 г., на 20 години, Капабланка печели мач срещу шампиона на САЩ Франк Маршал след като записва 8 победи, 1 загуба и 14 ремита. Маршал играе през 1907 г. мач за световната титла и по това време е един от най-силните шахматисти в света.
Този низ от победи е причина младият кубински шахматист да бъде поканен за участие в състезания от най-високо ниво. По настояване на Маршал Капабланка играе в турнир в испанския курорт Сан Себастиан, проведен през 1911 година. Това е един от най-силните турнири за своето време, в който участват всички големи имена в шахмата с изключение на световния шампион Емануел Ласкер. В началото на турнира Осип Бернщайн и Арон Нимцович не се съгласяват с участието на Капабланка, понеже няма спечелен голям турнир. В едно от кафенетата на града те изказват на всеослушание в присъствието на Капабланка възмущението си от това, че в турнира ще участва толкова млад и „неопитен“ шахматист. Но след като Капабланка печели първата партия срещу Бернщайн, последният бързо признава таланта му и казва, че няма да бъде изненада за него, ако Капабланка спечели турнира. Нимцович се обижда, след като Капабланка коментира една от неговите блицпартии и отбелязва, че „недоказалите се играчи трябва да си държат устата затворена в присъствието на по-добри играчи“. Капабланка предизвиква Нимцович на серия партии бърз шах, която лесно печели. Събралите се майстори скоро разбират, че Капабланка няма равен на бърз шахмат – признание, на което се радва до края на живота си. След като побеждава Нимцович, Капабланка накрая печели и първото място в турнира с актив от 6 победи, 1 загуба и 7 ремита. Така задминава и Акиба Рубинщайн, Карл Шлехтер и Зигберт Тараш.
С победата в Сан Себастиян започва най-плодотворният период от неговата творческа дейност.
През 1911 година Капабланка иска да играе срещу Ласкер в мач за световната титла. Ласкер приема предизвикателството, но поставя 17 условия. Капабланка не се съгласява с някои от тях и срещата не се играе.
През септември 1913 година Капабланка си осигурява работа в Министерството на външните работи на Куба като посланик без портфейл, което е чест за страната му.
Капабланка се изправя срещу Ласкер за пръв път през 1914 година по време на турнир в Петербург. Капабланка повежда с 1,5 точки, но в края на състезанието е изтощен и отстъпва на брилянтното изпълнение на Ласкер във втората фаза на турнира. Капабланка завършва на второ място с 13 т. след Ласкер (13,5 т). На трето е бъдещият световен шампион Александър Алехин. След този турнир Ласкер, Капабланка, Алехин, Тараш и Маршал са провъзгласени за гросмайстори на шаха от руския цар Николай II. Основна цел за Капабланка става борбата за световната шампионска титла, но избухналата Първа световна война отлага постигането ѝ.

## Световната титла
През 1920 г. Ласкер вижда, че Капабланка става много силен играч, и се отказва от световната си титла в негова полза. Капабланка отказва, защото иска да я спечели в мач срещу него, но Ласкер настоява самият той да бъде претендент за титлата. На 18 март 1921 г. в Хавана те се срещат в мач за титлата по регламент 12,5 т. или 8 победи от 24 партии. След 14-а партия Ласкер се признава за победен и Капабланка печели мача с 9:5 след 4 победи, 0 загуби и 10 ремита. Така на 28 април 1921 г. Хосе Раул Капабланка на 32 години става третият световен шампион по шахмат. Капабланка поставя рекорд, който почти 80 години не може да бъде достигнат – печеленето на световната титла без загубени партии. През 2000 г. обаче Владимир Крамник печели срещу Гари Каспаров с 2 победи, 0 загуби и 13 ремита.
През декември 1921 г. Хосе Раул Капабланка се жени за Глория Симони Бетанкур. Имат син Хосе Раул (р. 1923) и дъщеря Глория (р. 1925), но бракът им завършва с развод.
Годините 1921 – 1927 са кулминацията в развитието на Капабланка. За периода 1914 – август 1927 г. той има само 5 загуби при активна състезателна дейност. Новият световен шампион побеждава на турнира в Лондон през 1922 г. Броят на силните шахматисти обаче нараствал и общото мнение било, че световният шампион не трябва да има възможност да заобикаля предизвикателства за титлата, както се е случвало в миналото. На този турнир някои от водещите играчи като Александър Алехин, Ефим Боголюбов, Геза Мароци, Ричард Рети, Акиба Рубинщайн, Савелий Тартаковер и Милан Видмар обсъдили новите правила за провеждането на мачове за световната титла (т. нар. Лондонски правила /London Rules/) по предложение на световния шампион Капабланка. Според тях печели този, който победи в шест срещи, а всяка среща продължава не повече от 5 часа, като за 2 часа и половина всеки играч има право на не повече от 40 хода; освен това в продължение на 1 година шампионът е длъжен да защитава титлата си, приемайки отправени към него предизвикателства с осигурен минимум на наградния фонд. Едно от условията, които Капабланка поставя, е наградата за победителя да не бъде по-малка от 10 000 долара.
През следващите няколко години Рубинщайн и Нимцович предизвикват Капабланка, но не успяват да съберат нужната сума.
Капабланка е втори след Ласкер в Ню Йорк през 1924 г., а след него е отново Алехин. В Москва през 1925 г. е на трето място след Боголюбов и Ласкер. В Ню Йорк през 1927 г. обаче Капабланка доминира и печели турнира без загуба, като завършва с 2,5 точки пред Алехин.

## Последен мач за титлата
Впечатляващият успех на Капабланка в Ню Йорк го прави фаворит в мача срещу Алехин през 1927 г., който никога не го е побеждавал. 
 Алехин предизвиква Капабланка, като е подкрепен финансово от група аржентински бизнесмени и от президента на Аржентина. Мачът се играе при закрити врати в Буенос Айрес и продължава 73 дни, от 16 септември до 29 ноември. Резултатът е 6 победи, 3 загуби и 25 ремита в полза на Алехин, новият световен шампион. Алехин отказва да даде реванш на Капабланка, въпреки че това трябва да стане според предварителните условия. Вместо това играе срещу Боголюбов и го побеждава 2 пъти (Капабланка има 5 победи срещу него и нито една загуба). Докато е световен шампион Алехин отказва да играе в турнирите, в които участва Капабланка.

## Бивш шампион
След като Капабланка губи титлата, той не се разколебава, а печели редица силни турнири, като се надява по този начин Алехин да му даде реванш, но това не се случва.
След серия красиви и резултатни партии Капабланка е първи в Будапеща (1928 – 1929), Хастингс (1929/1930), а през 1931 г. побеждава бъдещия световен шампион Макс Еве след 2 победи, 0 загуби и 8 ремита. След това се отказва от големия шахмат и играе само в Манхатънския шахматен клуб. Рубен Файн си спомня, че в този период е можел да играе почти наравно с Алехин на блиц шах, но Капабланка го е побеждавал „безмилостно“ малкото пъти, когато са играли.
През 1934 година Капабланка се завръща в големия шахмат. Започва връзка с Олга Чагодаева, за която се жени през 1938 г., и тя става неговото вдъхновение. През 1935 г. Алехин губи титлата от Еве поради проблеми с алкохола. У Капабланка отново има надежда, че може да си възвърне титлата, и печели в Москва през 1936 г., като зад него са Ботвиник и Ласкер. Поделя си първото място с Ботвиник в Нотингам през 1936 г., като след тях остават Еве, Ласкер и Алехин, както и водещите млади играчи. Там Капабланка играе за първи път срещу Алехин и не пропуска да се реваншира за загубата като го побеждава.
През 1937 г. Еве, за разлика от Алехин, изпълнява задължението си и позволява на Алехин да се реваншира. Алехин прекратява пиенето, подготвя се добре и лесно печели титлата. Така надеждите на Капабланка да си върне титлата се изпаряват, а Алехин повече не играе в мачове за световната титла до смъртта си през 1946 г. Абсолютната власт над титлата от световния шампион е една от основните причини ФИДЕ да поеме контрола над нея. Световната федерация решава, че на най-добрия претендент трябва да му бъде предоставена възможността да атакува титлата.

Здравето на Капабланка се влошава. През 1937 г. в Земеринг-Баден заема 3 – 4 място. Има лек пристъп по време на турнира АВРО в Амстердам през 1938 г. и завършва на 7-о място от 8 възможни – неговото най-лошо представяне. Но дори в този труден момент Капабланка съумява да запише шедьоври в историята на шаха.
На олимпиадата по шахмат в Буенос Айрес през 1939 г. начело на отбора на Куба той има най-добър резултат на първа дъска – 6 победи, 0 загуби и 5 ремита, като оставя зад себе си Алехин (Франция) и Паул Керес (Естония).
На 7 март 1942 г., докато наблюдава игра на кегли в Манхатънския шахматен клуб, Капабланка припада. Откаран е в болницата „Mount Sinai“, където умира на следващия ден, 8 март, на 53-годишна възраст. По ирония на съдбата в същата болница една година по-рано умира неговият съперник и друг велик шахматист Емануел Ласкер. На 15 март 1942 г. тялото му е погребано в гробището „Колон Семетери“ в Хавана. От 1962 г. в памет на великия шахматист в Хавана се провежда турнирът Мемориал „Капабланка“.